# Herman Bang
Herman Bang (20. dubna 1857 Adserballe na ostrově Als – 29. ledna 1912 Ogden, Utah, USA) byl dánský spisovatel.

## Život
Bang byl synem protestantského pastora Frederika Banga (1816–1875) a Thory Salomineové (1829–1870). Nedokončil studia práv; snažil se stát hercem, později pracoval jako novinář a režisér. Jako literární kritik popularizoval novou, hlavně francouzskou literaturu a nové proudy v dánské literatuře, realismus a impresionismus osobitě chápané. Na jeho tvorbu měly vliv i jeho četné cesty do ciziny. Zemřel na přednáškovém turné po Americe.
Bangův první román Beznadějná pokolení (Haabløse slægter, 1880) zachycuje charakteristické rysy dekadence, vzbudil skandál, nebyl však úspěšný, stejně jako pozdější román Faidra (Faedra, 1883). Z jeho dalších děl vynikly Excentrické novely (Excentriske noveller, 1885) a Tiché existence (De stille eksistenser, 1886), do nichž je zařazen i román U cesty (Ved vejen). Z řady dalších próz jsou významné romány Tina (Tine, 1889), Ludvíkov (Ludvigsbakke, 1896) a Bílý dům (Det hvide hus, 1898).
…celá jeho tvorba má ráz klidné a povýšené aristokratické ironie, umdleného epigonství a fatalistické rezignace. Důsledný impresionista, nevěřil v silnou a mohutnou linii životní vůle a chtěl vystihnout déšť životních dojmů a jejich ironických spletí; jeho romány jsou prosty popisů i psychologických výkladů a rozpadají se v mozaiku jedinečných, nesmírně bystře a ostře zachycených postřehů a postojů životních. Podává melancholii prchavé nenávratné chvíle, žensky měkkou a rozkošnou páru životní, děje lidí vyvrácených a podvedených iluzí životní; básník únavy, skepse a ironické soudnosti životní, spíše však soucítící a chápající glosátor nežli syntetický tvůrce.
F. X. Šalda, časopis Novina, 1912

## Výběrová bibluografie
- Beznadějná pokolení (Haabløse Slægter, 1880)
- Faidra (Faedra, 1883)
- Excentrické novely (Excentriske noveller, 1885)
- Tiché existence (De stille eksistenser, 1886) (zahrnuje román U cesty (Ved Vejen)
- Stuk (1887)
- Tina (Tine, 1888)
- Irene Holm (1890)
- Ludvíkov (Ludvigsbakke, 1896)
- Bílý dům (Det hvide hus, 1898)
- Det graa Hus (1901)
- Sommerglæder (1902)
- Mikaël (1904)
- De uden Fædreland (1906)

## Česká vydání
- Čtyři ďábli a jiné novely – přeložil Hugo Kosterka. Praha: František Šimáček, 1896[1]
- Beznadějní: román – přeložil Pavel Václav Vyšehradský. Praha: Politika, 1906[2]
- Šedý dům: román – přeložil H. Kosterka. Praha: Karel Stanislav Sokol, 1908
- Její výsost: s úvodem – přeložil Hanuš Hackenschmied. Praha: Alois Hynek, 1911
- Irena Holmová – in: 1000 nejkrásnějších novel... č. 14, úvod František Sekanina, přeložil H. Hackenschmied, s. 81–99. Praha: J. R. Vilímek, 1911
- U cesty – přeložila Milada Lesná-Krausová. Praha: Edvard Beaufort, 1912
- Ludvíkov – přeložila M. Lesná-Krausová. Praha: František Topič, 1918
- Michael: román – přeložila M. Krausová-Lesná. Praha: Alois Dyk, 1919
- Tina – přeložil H. Hackenschmied. Praha: Čsl. podniky tiskařské a vydavatelské, 1920[3]
- Beznadějná pokolení – přeložila M. Lesná-Krausová. Praha: Průlom, 1927
- U cesty – přeložil a předmluvu napsal František Fröhlich. Praha: Odeon, 1977